# In(3D)ustry From Needs to Solutions
In(3D)ustry From Needs to Solutions és el primer espectacle de fabricació portat a terme a Barcelona, una iniciativa que es basa en l'acceleració de la transformació industrial i els usos reals de la manufacturació avançada a partir de la impressió 3D. L'event forma part de la Barcelona Industry Week, que inclou també a IoT Solutions World Congress.

## Temes principals

### "Healthcare" (atenció sanitària)
Healthcare és un dels mercats de desenvolupamnet més gran i important per a les peces creades a partir de la tecnologia additiva, pel qual és molt important l'elecció dels materials i la personalització de diferents geometries. Proporciona una gran varietat de productes, des d'aplicacions dentals fins a pròtesis o models quirúrgics preoperatoris.

### Automoció
Els prototips d'automoció guanyen importància. S'adonen que dintre d'aquests sectors hi ha diverses oportunitats per a la impressió 3D i que en un futur es desenvoluparan opcions com la impressió de parts i acessoris d'un cotxe o directament, la creació de conceptes totalment innovadors des de zero d'una manera senzilla, ràpida i positiva en l'àmbit econòmic.

### Béns de consum
Les tecnologies additives ajudaran a potenciar el comerç minorista i aconseguiran que aquest sigui més ràpid i capaç d'arribar a un públic més ampli. De la mateixa manera, es veuran afectats els cicles de producció i les noves maneres d'entendre un producte de manera individual.

### Aeronàutica
Tota la indústria espacial es veurà afectada per les tecnologies additives, ja que s'ofereixen moltes oportunitats a través de la impressió 3D. On la impressió 3D de metall i polímer pot beneficiar de manera més considerable és en les aplicacions de carga útil, és a dir, en les parts mecàniques i electròniques que donen lloc al correcte funcionament d'un satèl·lit.

## Visitants
Per a entendre tot allò que ens pot arribar a proporcionar la manufacturació avançada, In(3D)ustry From Needs to Solutions reuneix a un públic motivat per a implementar aquest tipus de tecnologia dintre del seu sector:
- Usuaris industrials: companyies que troben a l'espai In(3D)ustry Arena noves oportunitats i tecnologies amb la manufacturació avançada. Aquestes companyies es basen en l'automoció, l'aeronàutica, els béns del consum, la sanitat, i la indústria de la manufacturació avançada.
- Venedors: tots aquells que presenten solucions als usuaris industrials, mostrant la seva experiència en el sector i demostrant tot allò que es pot arribar a trobar si es potencia l'adopció de la manufacturació avançada en la producció dels productes.

- Companyies industrials: cerquen solucions als seus problemes i noves tecnologies de fabricació avançada i additiva.[3]

## Per què Barcelona

### Capital de la innovació
Barcelona és considerada la capital europea de la innovació per la seva cultura única. També és la quarta ciutat intel·ligent a Europa i la desena al món.

### Centre de negocis
És la ciutat més important a nivell mundial en relació al nombre de delegats de congrés que rep anualment, a més de ser un dels millors centres de negocis per la localització tan estratègica de la qual disposa.

### Cosmopolita
Coneguda per arreu del món, la ciutat és ideal per desenvolupar qualsevol tipus de projecte, ja que Barcelona destaca en l'àmbit econòmic, social i cultural. El seu ambient cosmopolita potencia el fet de tenir uns objectius clars i directes.

### Creativitat
Barcelona és considerada la quarta ciutat més creativa del món. A nivell d'esport, gastronomia, arquitectura i disseny en general té un gran potencial.

## In(3D)ustry 2018
La tercera edició d' In(3D)ustry From Needs to Solutions es va celebrar del 16 al 18 d'octubre de 2018 a la Fira de Barcelona. L'event va tenir més de 5400 visitants i més de 240 xerrades, tallers i petits cursos. Com a aportació destacable de l'edició, hi va haver cinc noves àrees temàtiques: nous materials, plàstics, manufactura avançada, motlles i matrius i impressió 3D. Es van incloure diferents indústries relacionades amb la impressió 3D i es va comptar amb la incorporació de la robòtica aplicada a la indústria. En la secció de motlles i matrius es va investigar de manera més profunda sobre la impressió 3D per arribar a entendre de quina manera pot arribar a beneficiar econòmicament el subsector. A l'àrea temàtica de nous materials destacaren les possibles oportunitats que materials plàstics i metàl·lics poden arribar a oferir.
La importància de la impressió 3D ha permès actualment que representants d'empreses ja utilitzin aquesta tècnica per a les seves produccions, fet que es va poder observar a l'event gràcies a l'espai In(3D)ustry Arena, una gràn àrea d'innovació. Es varen mostrar a partir d'aquest espai diferents exemples de fabricacions portades a terme mitjançant aquesta tecnologia.

### Transformadors de plàstic com a protagonistes de la 3a Edició d'In(3D)ustry
La iniciativa que més va destacar durant aquesta edició va ser la del Saló dels Transformadors de Plàstic, on hi havia expositors i visitants; cadascú amb la seva funció.
- Expositor: transformador de plàstics o cautxú que treballa per a tercers i vol potenciar les seves habitalitats.
- Visitant: empreses que necessiten per als seus clients diferents peces per a sectors molt diversos. Han d'estar interessades en les tecnologies que ofereixen els expositors i estar oberts a nous proveedors.[6]